# Закарпатский музей народной архитектуры и быта
Закарпа́тский музе́й наро́дной архитекту́ры и бы́та (укр. Закарпатський музей народної архітектури та побуту) — музей под открытым небом в городе Ужгород (Украина), состоит из архитектурных памятников старинного закарпатского села и образцов древнейших и наиболее распространенных видов народного прикладного искусства. Адрес: г. Ужгород, ул. Капитульная, 33/а.
Начал создаваться в 1965 году, открыт для посетителей в июне 1970 года занимает площадь 4 га, расположен вблизи территории Ужгородского замка. В музее представлены образцы жилья и усадеб закарпатцев низинных районов (русинов-долинян, румын и венгров), а также — горцев (бойков и гуцулов). В музее под открытым небом размещены 7 усадьб, 6 жилых зданий, церковь, колокольня, школа, кузница, мельница, корчма. В музее хранится свыше 14 тысяч экспонатов.

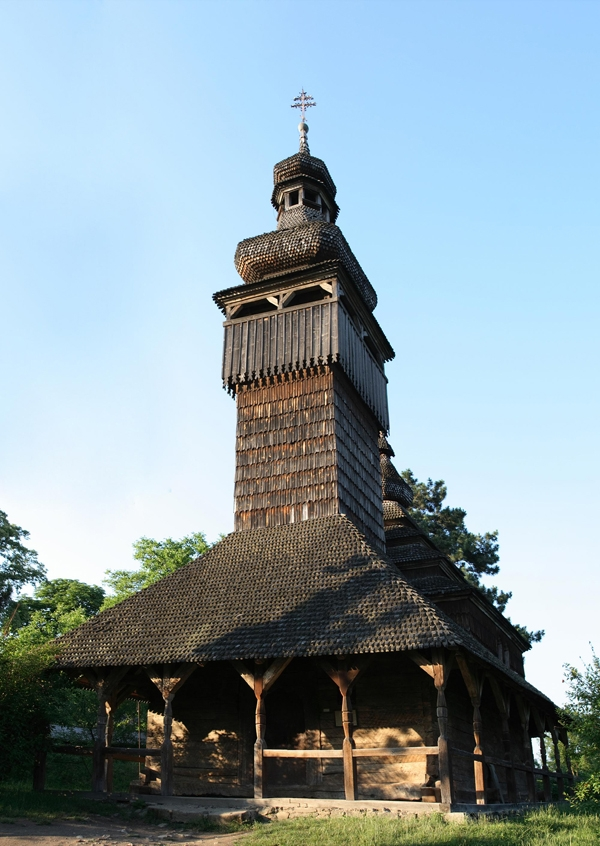
Памятник народной деревянной архитектуры церковь из села Шелестово (ныне Мукачевский район), 1777 года постройки. Церковь сочетает шатровый и барочные стили. Состоит из малого сруба (алтарное помещение) и большого сруба (неф и притвор). Украшена тремя башнями.
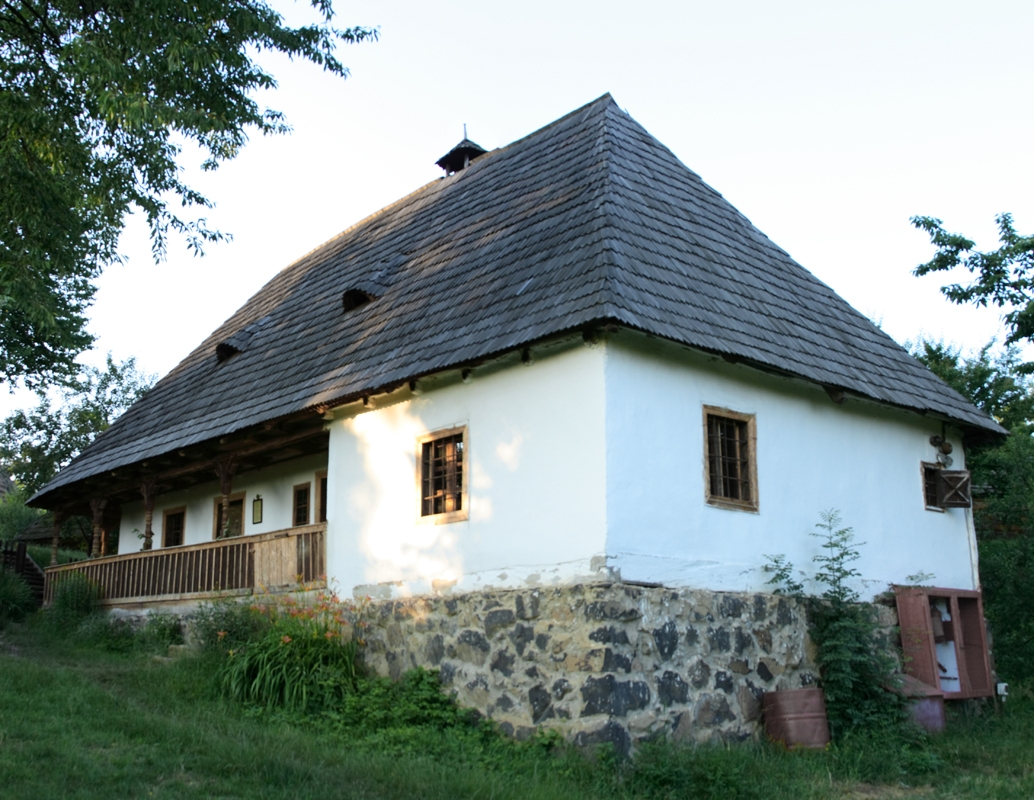
Традиционный венгерский дом из села Вышково, ныне Хустский район Закарпатья, построен в 1879 году(находится в Ужгородском скансене). В архитектуре присутствует влияние русинского населения Верхней Тисы: срубная техника, полукрытая галерея, четырехскатная крыша стропильной конструкции, украшение окон и двери
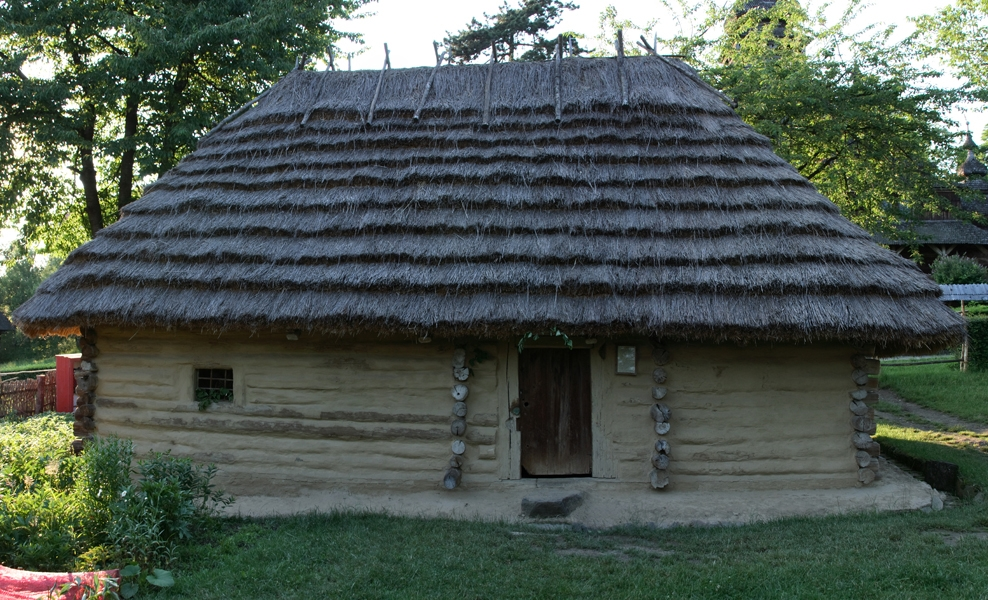
Крестьянский дом конца XVIII века из села Тибава (ныне Свалявский район). По одной из гипотез в этом доме в 1802 году родился русский этнограф, филолог и историк Юрий Венелин-Гуца. Хата трехкамерная, построена из елового кругляка, обмазанного глиной. Крыша четырехскатная, покрыта соломой. Пол глинобитный.

#### Интерьеры жилых помещений

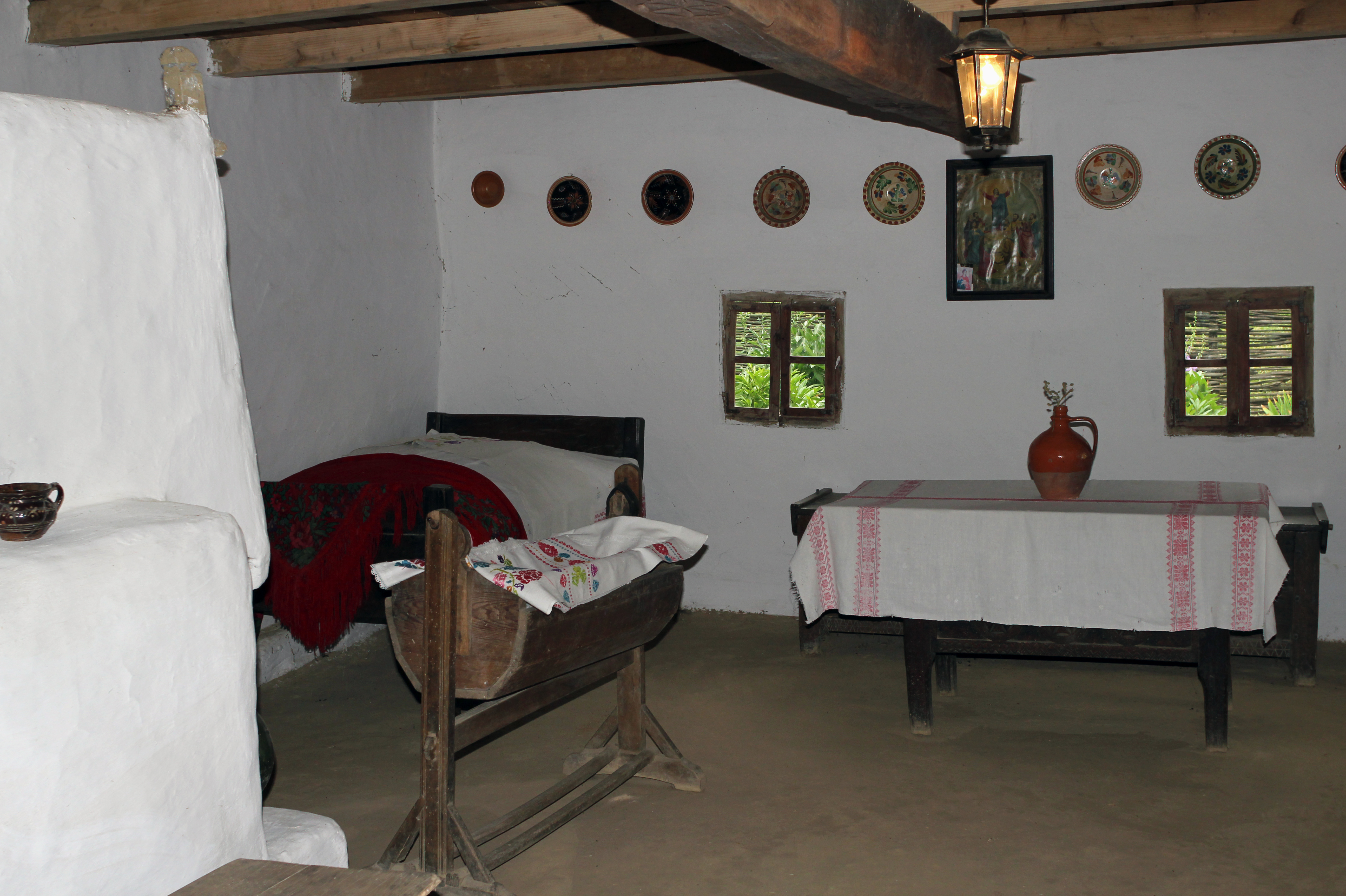
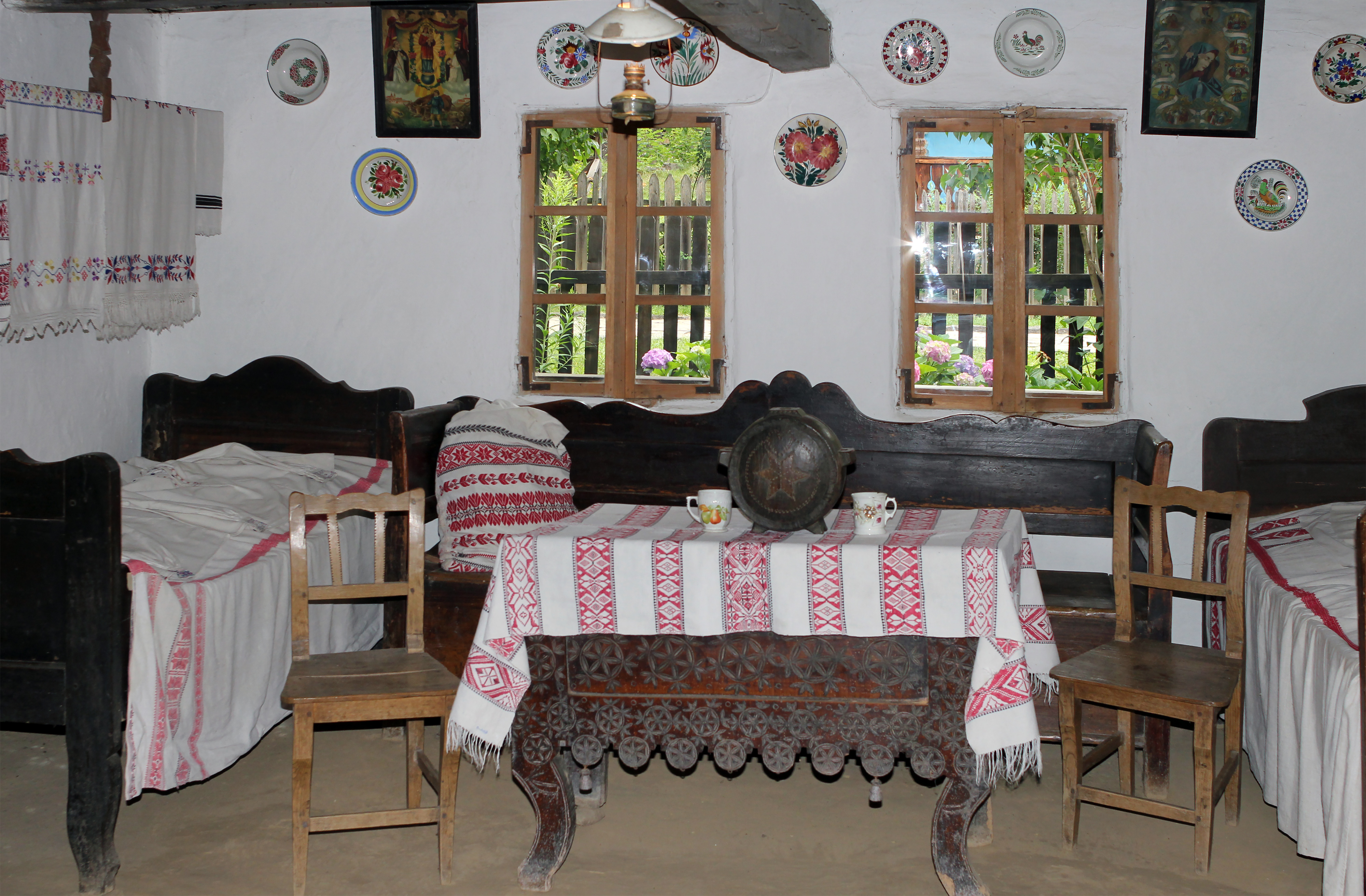
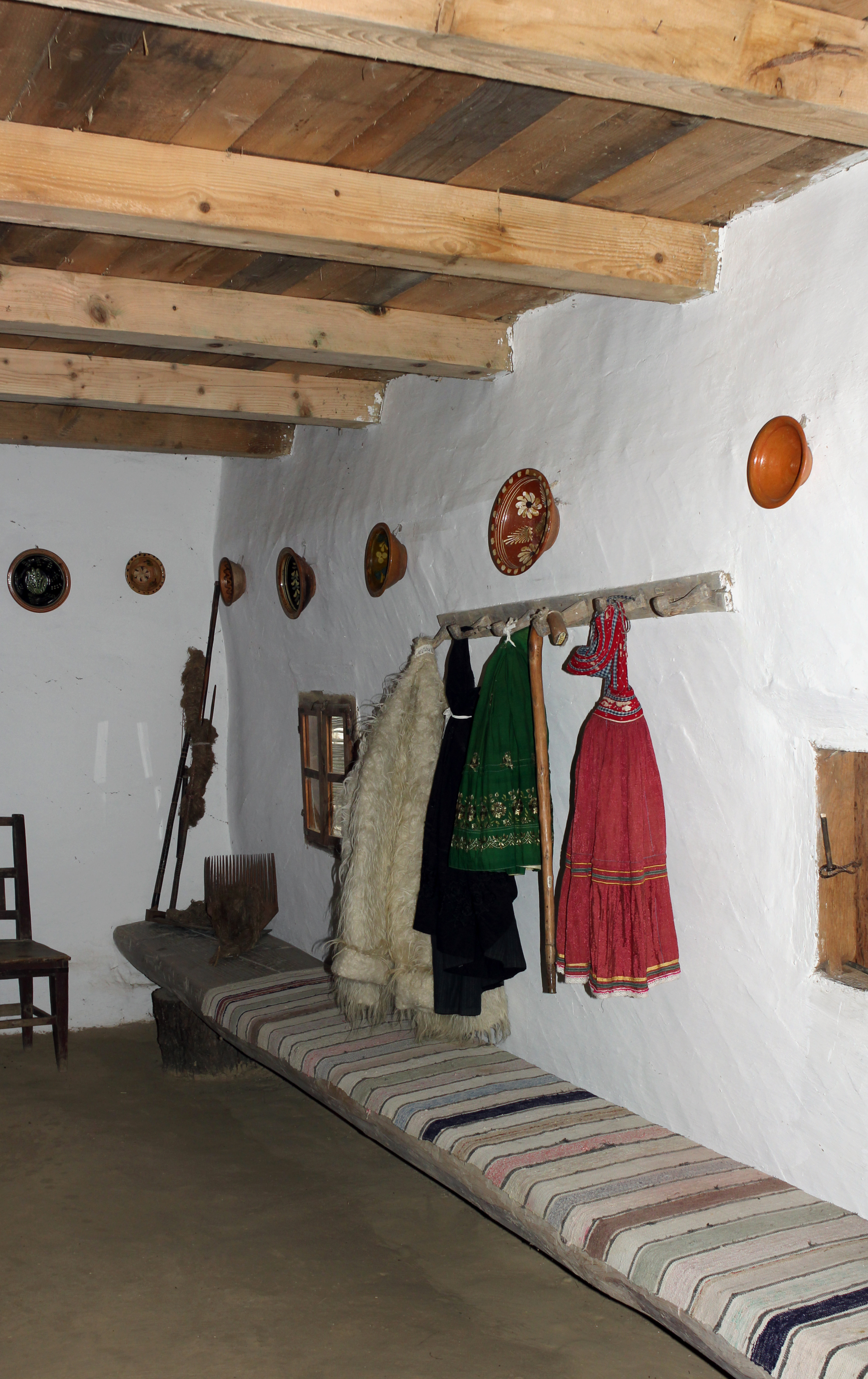
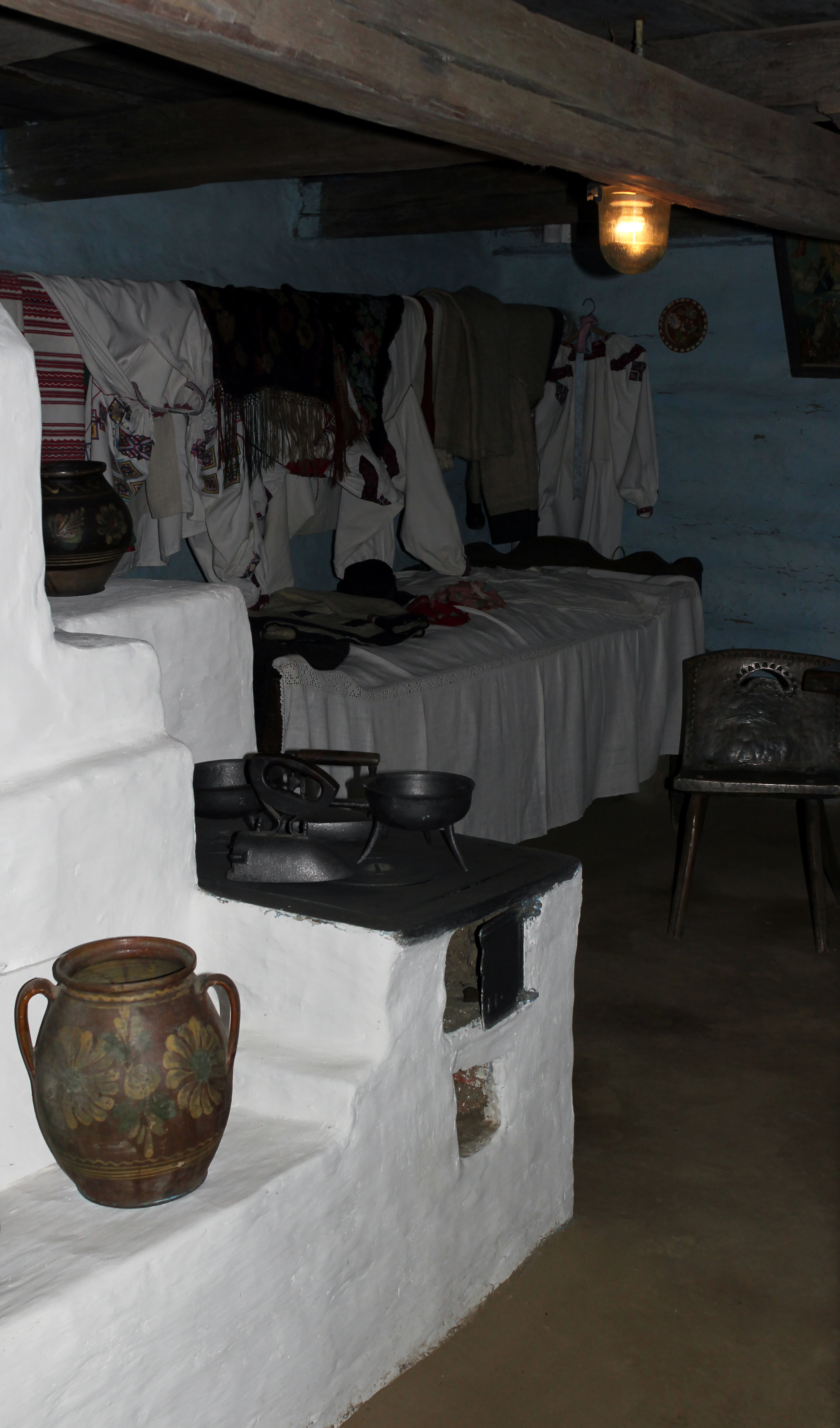
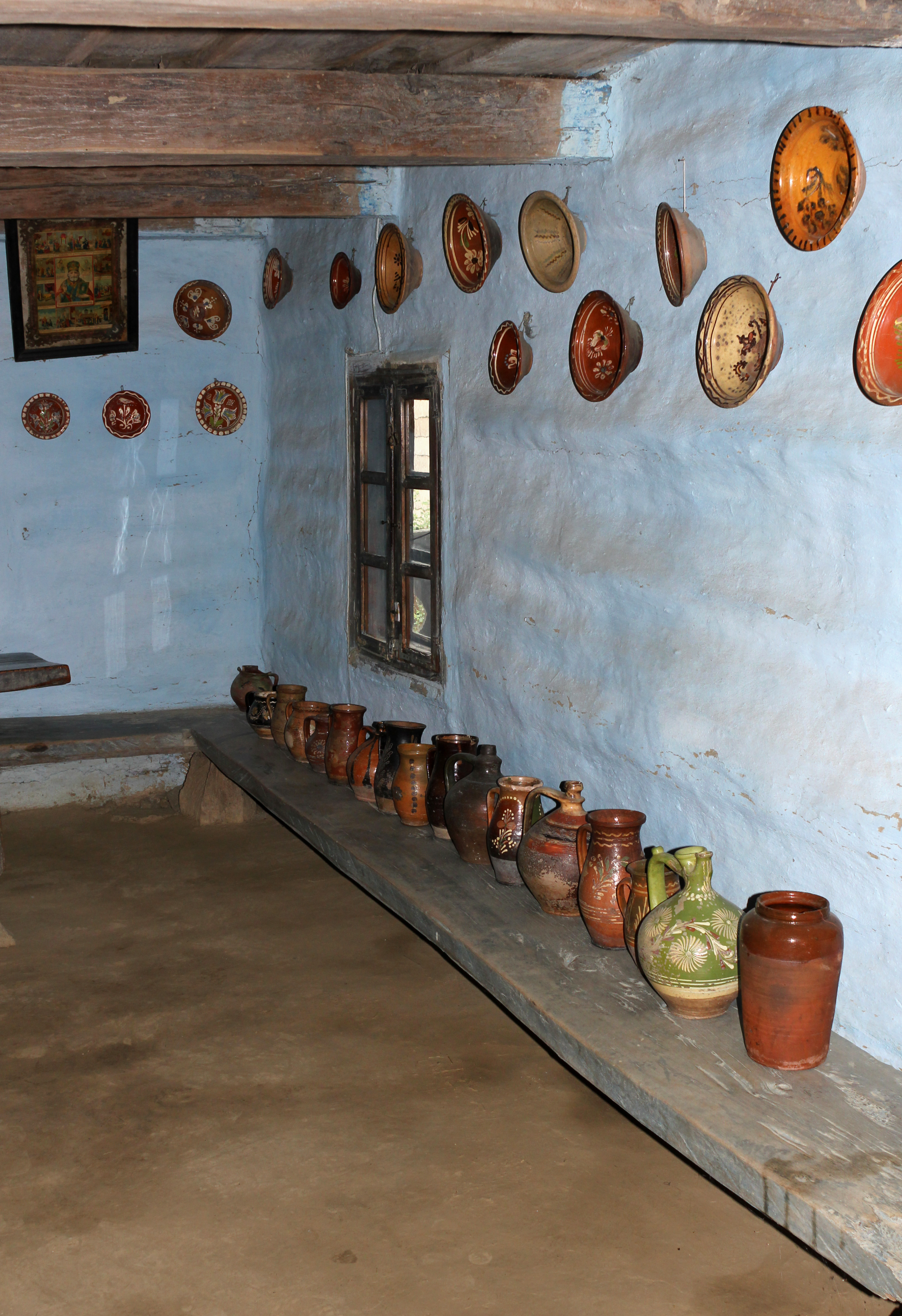
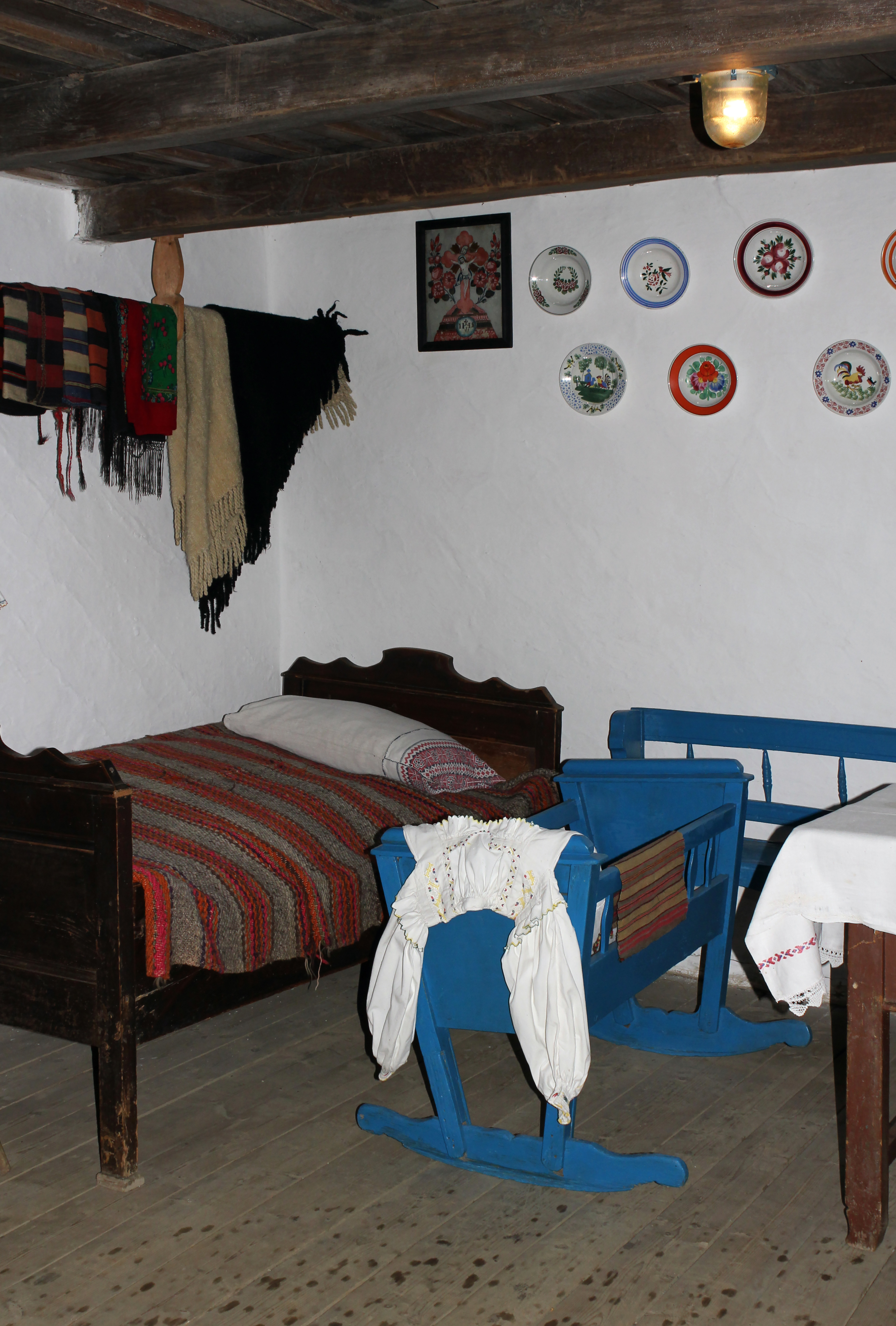
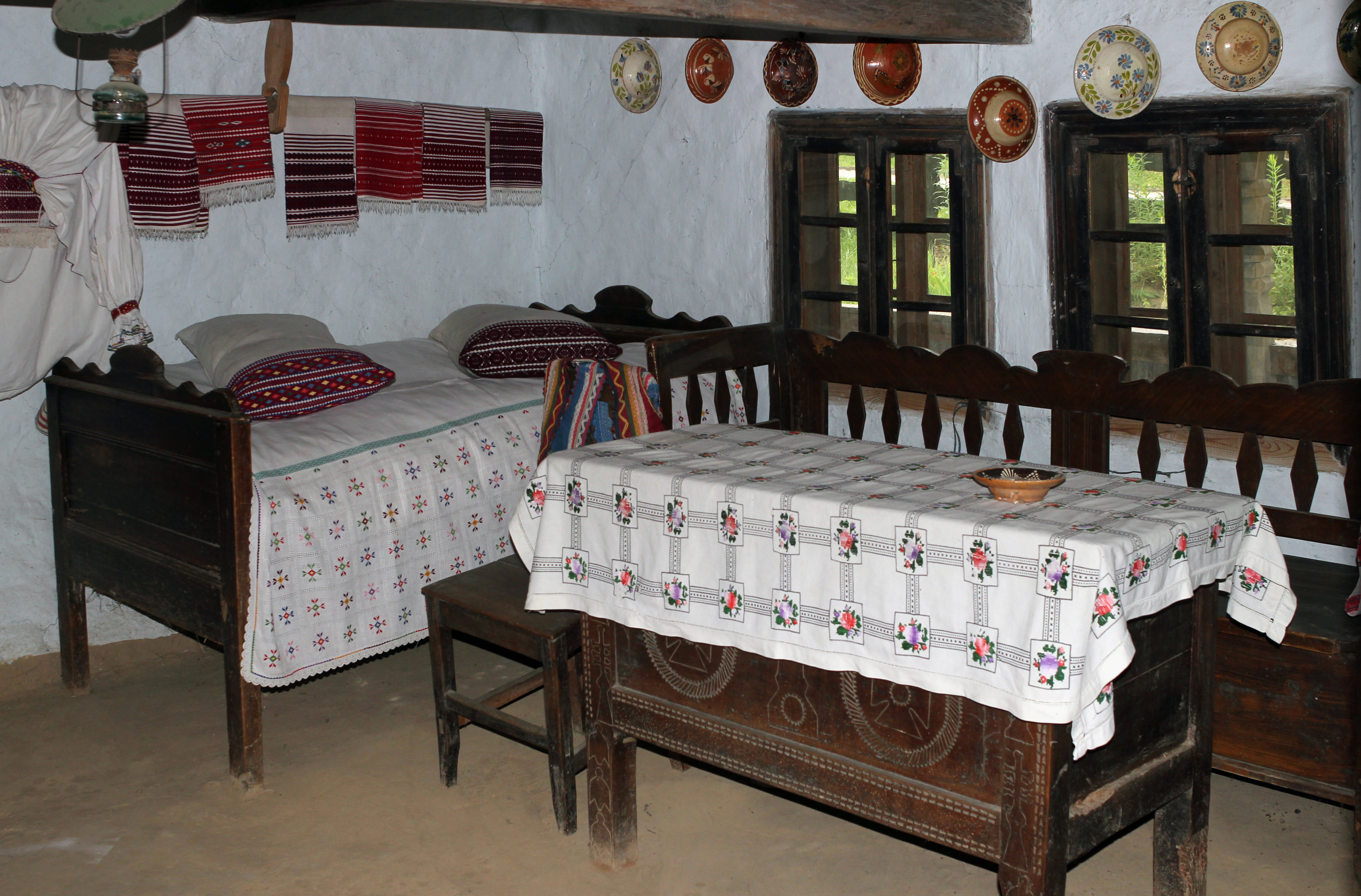
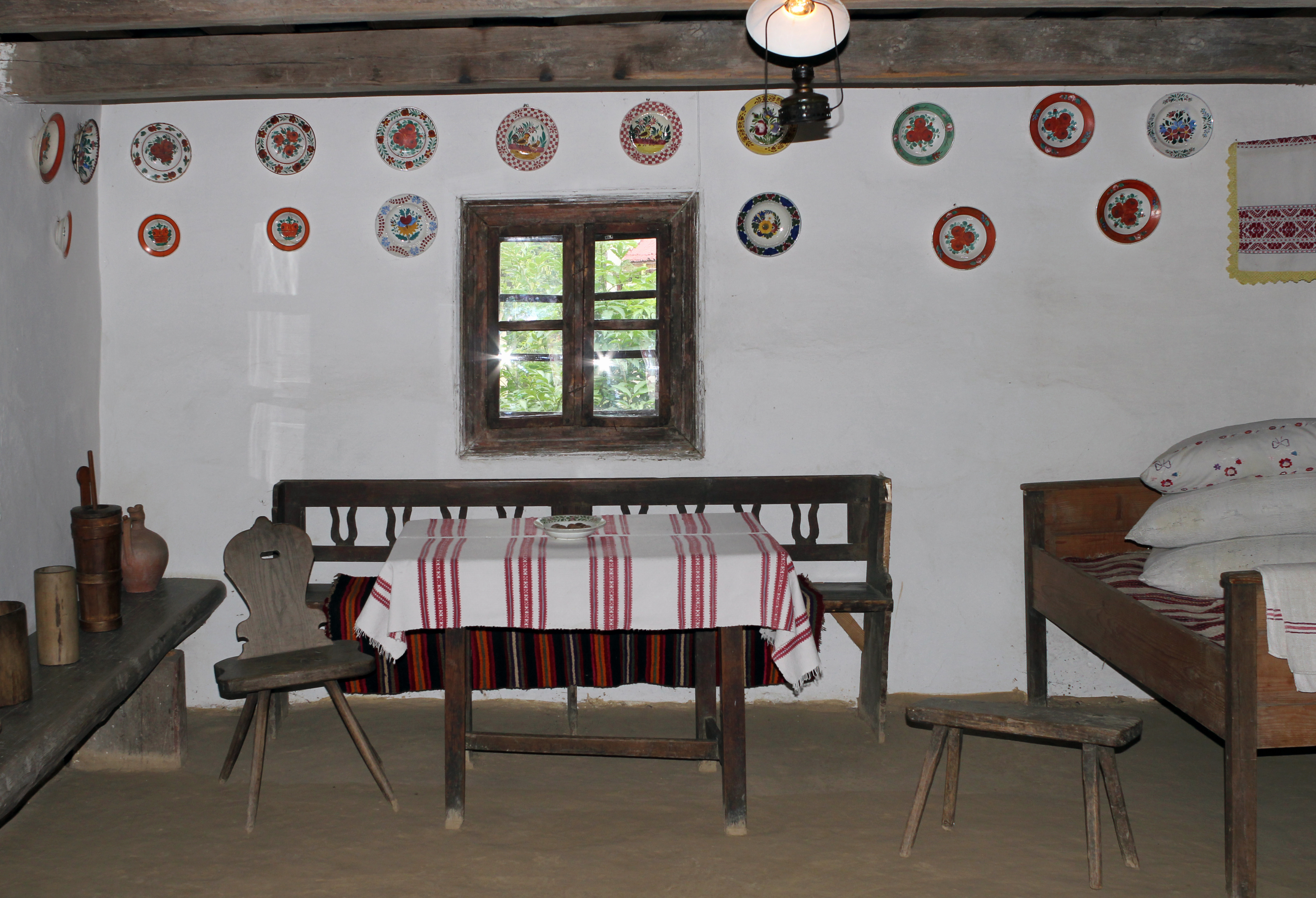